# Fairview (Oklahoma)
Fairview és una ciutat dels Estats Units a l'estat d'Oklahoma. Segons el cens del 2000 tenia 2.733 habitants.

## Demografia
Segons el cens del 2000, Fairview tenia 2.733 habitants, 1.131 habitatges, i 762 famílies. La densitat de població era de 151 habitants per km².
Dels 1.131 habitatges en un 30,8% hi vivien nens de menys de 18 anys, en un 55,5% hi vivien parelles casades, en un 8,9% dones solteres, i en un 32,6% no eren unitats familiars. En el 30,3% dels habitatges hi vivien persones soles el 16,4% de les quals corresponia a persones de 65 anys o més que vivien soles. El nombre mitjà de persones vivint en cada habitatge era de 2,31 i el nombre mitjà de persones que vivien en cada família era de 2,86.
Per edats la població es repartia de la següent manera: un 24,1% tenia menys de 18 anys, un 6,9% entre 18 i 24, un 23,9% entre 25 i 44, un 22,6% de 45 a 60 i un 22,5% 65 anys o més.
L'edat mediana era de 42 anys. Per cada 100 dones de 18 o més anys hi havia 80,3 homes.
La renda mediana per habitatge era de 30.136 $ i la renda mediana per família de 37.107 $. Els homes tenien una renda mediana de 31.141 $ mentre que les dones 17.279 $. La renda per capita de la població era de 19.101 $. Entorn del 8,5% de les famílies i el 10,9% de la població estaven per davall del llindar de pobresa.

## Poblacions més properes
El següent diagrama mostra les poblacions més properes.